# UniPass
UniPass một hệ thống thanh toán tự động không dùng tiền mặt dành cho xe buýt tại thành phố Hồ Chí Minh được triển khai theo sự đồng ý của Sở Giao thông Vận tải Thành phố Hồ Chí Minh. Hệ thống này được Trung tâm Quản lý Giao thông công cộng Thành phố Hồ Chí Minh công bố ngày 8 tháng 3 năm 2019. Ông Trần Quang Lâm, Phó Giám đốc Sở Giao thông Vận tải Thành phố Hồ Chí Minh cho biết hệ thống giao dịch này được dự kiến liên thông với các hệ thống giao thông công cộng khác trong tương lai như tàu điện ngầm, xe buýt nhanh và buýt đường sông.
Hệ thống UniPass bao gồm: Thẻ thông minh UniPass, ứng dụng quản lý tài khoản (thông tin khách hàng, quản lý số dư và nạp tiền, vé điện tử mã QR) được tích hợp trên ứng dụng ZaloPay và Zalo Official Account (Zalo OA), cổng thông tin UniPass trên website unipass.vn (do ZaloPay vận hành) và cổng thông tin thẻ thông minh trên website hethongminh.buyttphcm.com.vn (do Trung tâm Quản lý Giao thông công cộng Thành phố Hồ Chí Minh vận hành).
UniPass hỗ trợ nạp tiền vào tài khoản bằng tiền mặt tại các trụ nạp tiền tự động (hiện có một trụ tại trạm xe buýt công viên 23/9) và nạp online thông qua ZaloPay trên các ứng dụng được tích hợp vào ZaloPay và Zalo OA.
Theo thông báo từ Facebook của nền tảng UniPass thì dịch vụ này sẽ ngừng hoạt động sau ngày 31 tháng 12 năm 2024.

## Công nghệ tích hợp và trang thiết bị vận hành

### Thẻ vật lý
- NFC
- Thẻ thông minh không tiếp xúc

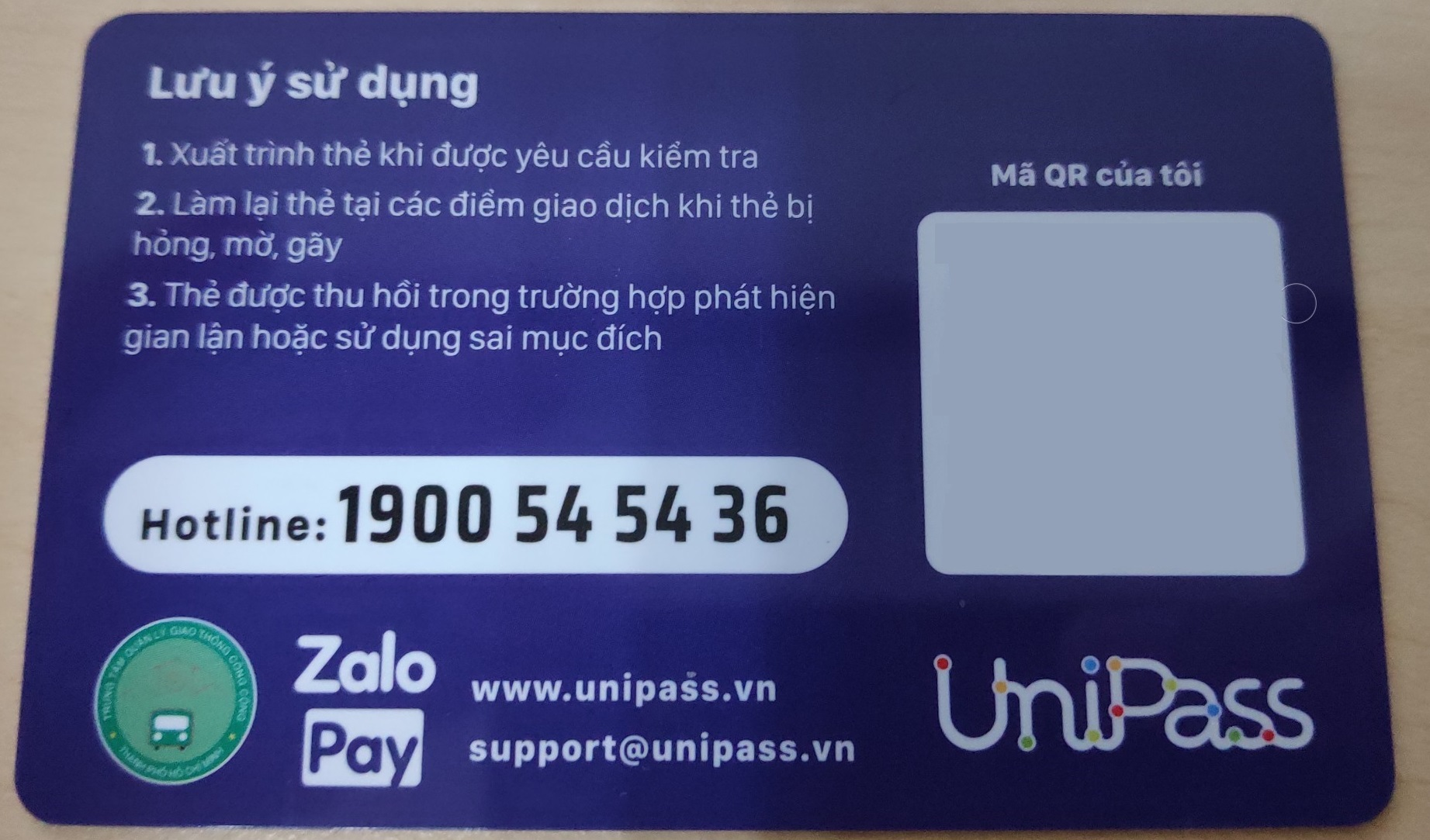
Mặt sau thẻ UniPass

- Phát hành thẻ bởi Trung tâm Quản lý Giao thông Công Cộng thành phố Hồ Chí Minh (đơn vị trực thuộc Sở Giao thông Vận tải Thành phố Hồ Chí Minh) và Công ty Cổ phần Zion (công ty con thuộc VNG), theo sự cho phép triển khai của Sở Giao thông Vận tải thành phố Hồ Chí Minh.

### Ứng dụng di động
- Tích hợp bên trong ứng dụng ZaloPay và Zalo Official Account (Zalo OA)
- Thanh toán chuyến đi bằng mã QR
- Nạp tiền vào tài khoản UniPass thông qua số dư ZaloPay
- Quản lý thông tin tài khoản UniPass, số dư, quản lý khóa thẻ vật lý, lịch sử giao dịch (nạp tiền, thanh toán chuyến đi..)

### Máy chấp nhận thanh toán (POS)

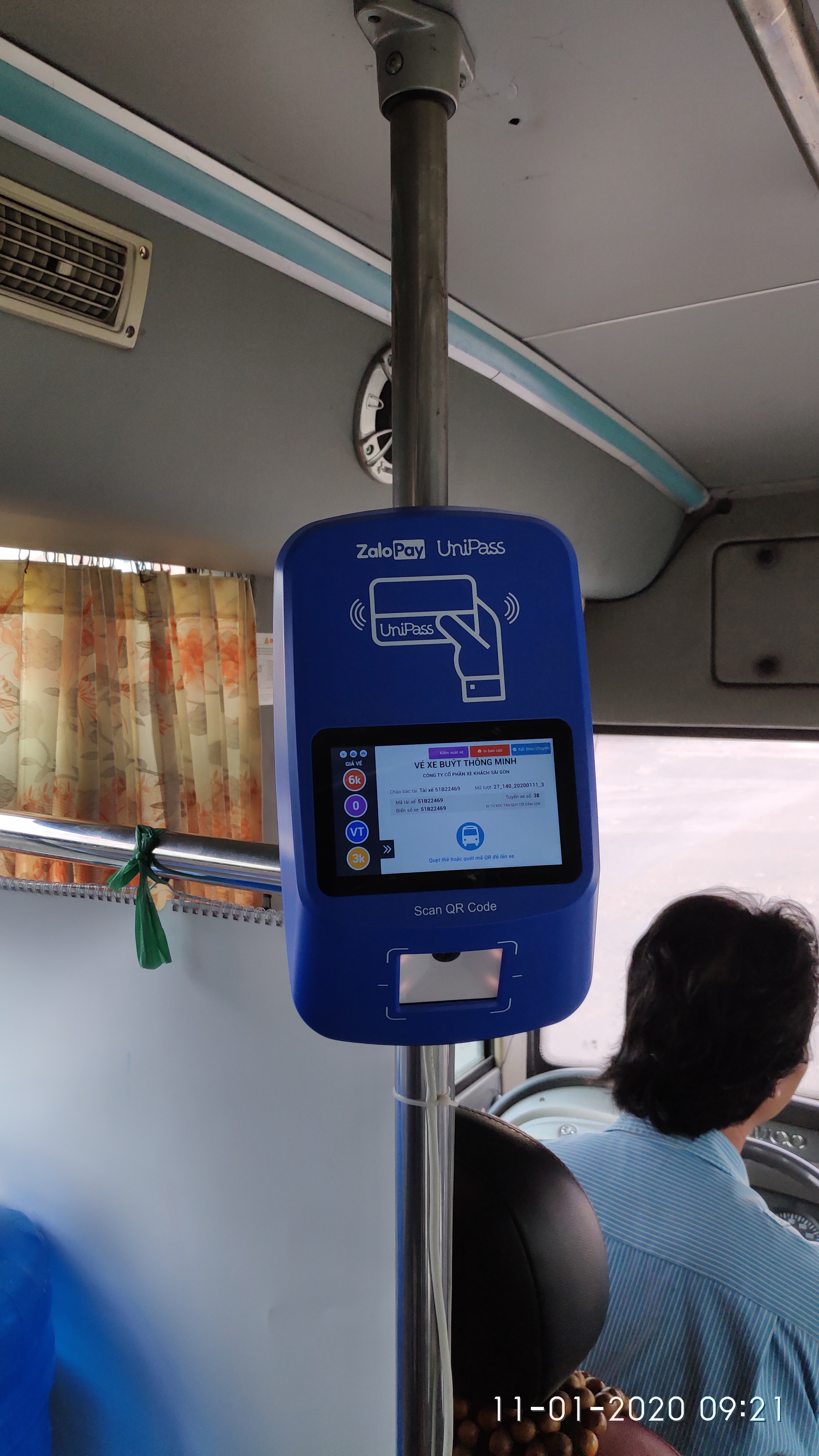
Máy chấp nhận thẻ và mã QR UniPass trên xe buýt tuyến 38

- Chấp nhận thẻ vật lý NFC và mã QR trên ứng dụng di động
- Được bố trí trên xe buýt thuộc các tuyến đang áp dụng

### Máy nạp tiền tự động

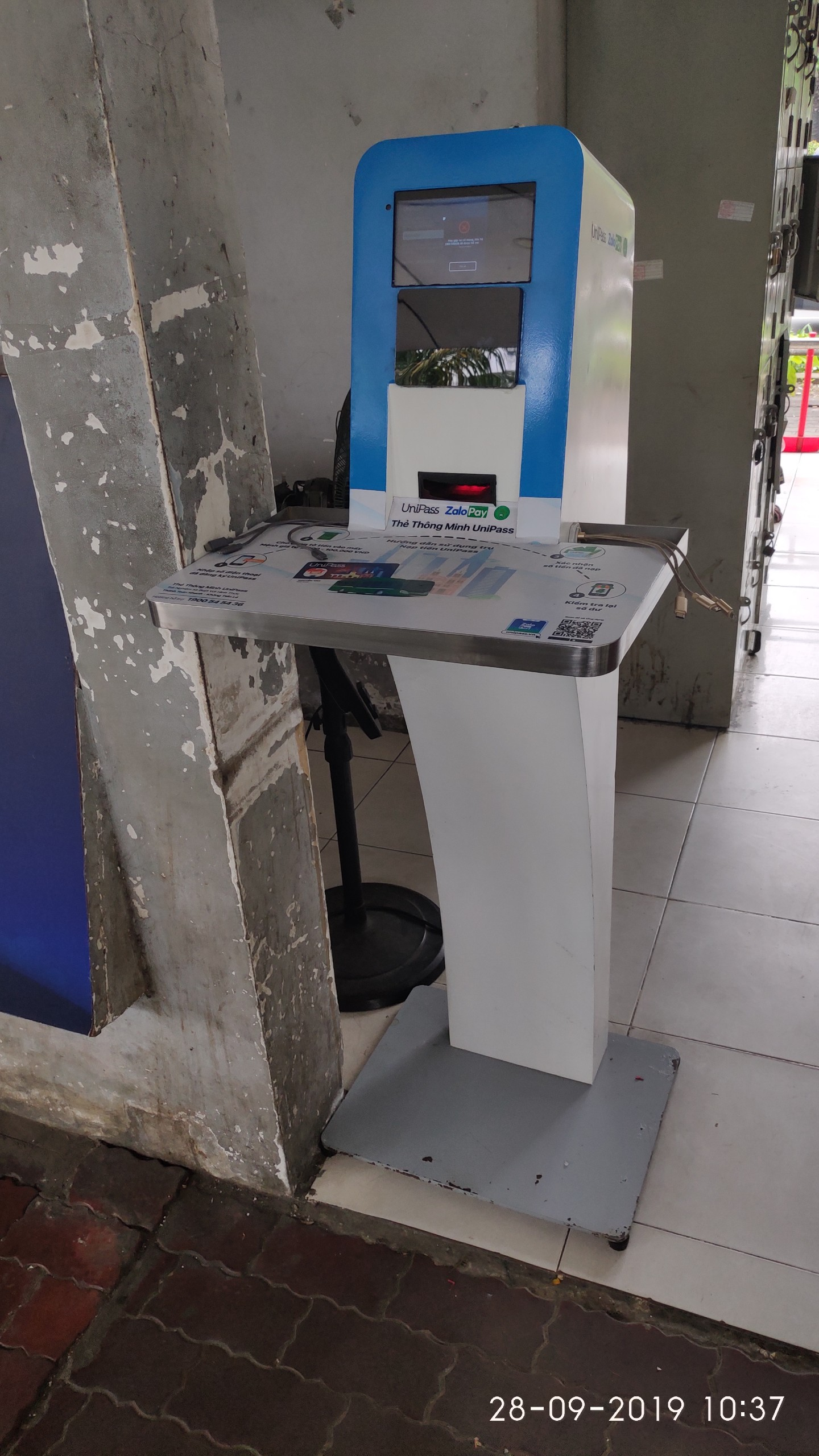
Máy nạp tiền tự động UniPass tại trạm điều hành xe buýt công viên 23 tháng 9

- Đặt tại các trạm xe buýt lớn, các bến xe (hiện chỉ có 1 máy tại trạm điều hành xe buýt Sài Gòn nằm  trong khuôn viên công viên 23 tháng 9, quận 1)
- Tích hợp màn hình cảm ứng, máy đọc thẻ vật lý và hệ thống nhận dạng tiền
- Chấp nhận tiền mặt mệnh giá từ 2.000 đến 100.000 đồng (bao gồm tiền giấy và tiền polymer)

## Loại thẻ
- Thẻ phổ thông: Là loại thẻ dành cho mọi nhóm đối tượng
- Thẻ giảm: Là loại thẻ dành cho đối tượng học sinh, sinh viên
- Thẻ miễn: Là loại thẻ dành cho người cao tuổi, người khuyết tật/thương binh, trẻ em cao dưới 1,3 mét

## Tuyến áp dụng

### Xe buýt Thành phố Hồ Chí Minh
Hệ thống UniPass (bao gồm thẻ NFC và mã QR) hiện chỉ áp dụng cho xe buýt với các tuyến (đến 1 tháng 5, 2025):
1. Tuyến 06 (Bến Xe Buýt Chợ Lớn – Đại học Nông Lâm)
2. Tuyến 07 (Bến Xe Buýt Chợ Lớn – Gò Vấp)
3. Tuyến 10 (Đại học Quốc Gia – Bến Xe Miền Tây)
4. Tuyến 20 (Bến Thành – Nhà Bè)
5. Tuyến 27 (Bến Xe Buýt Sài Gòn – Âu Cơ – Bến Xe An Sương)
6. Tuyến 28 (Bến Thành – Chợ Xuân Thới Thượng)
7. Tuyến 30 (Chợ Tân Hương – Đại học Quốc Gia)
8. Tuyến 31 (Đại học Tôn Đức Thắng – Bến Thành – Đại học Văn Lang)
9. Tuyến 36 (Bến Thành – Thới An)
10. Tuyến 38 (Khu dân cư Tân Quy – Bến Thành – Đầm Sen)
11. Tuyến 39 (Bến Thành – Võ Văn Kiệt – Bến Xe Miền Tây)
12. Tuyến 45 (Đại học Kinh Tế – Bến Thành – Bến Xe Miền Đông)
13. Tuyến 50 (Đại học Bách khoa – Đại học Quốc Gia)
14. Tuyến 52 (Bến Thành – Đại học Quốc Gia)
15. Tuyến 55 (CV Phần mềm Quang Trung – Bến Xe Miền Đông Mới)
16. Tuyến 59 (Bến Xe Quận 8 – Bến Xe Ngã Tư Ga)
17. Tuyến 62 (Bến Xe Quận 8 – Thới An)
18. Tuyến 64 (Bến Xe Miền Đông – Đầm Sen)
19. Tuyến 69 (Bến Xe Buýt Sài Gòn – Khu dân cư Vĩnh Lộc)
20. Tuyến 71 (Bến Xe An Sương – Phật Cô Đơn)
21. Tuyến 72 (Bến Xe Buýt Sài Gòn – Hiệp Phước)
22. Tuyến 91 (Bến Xe Miền Tây – Chợ nông sản Thủ Đức)
23. Tuyến 93 (Bến Xe Buýt Sài Gòn – Bến Xe Miền Đông Mới)
24. Tuyến 103 (Bến Xe Buýt Chợ Lớn – Bến Xe Ngã Tư Ga)
25. Tuyến 110 (Hiệp Phước – Phước Lộc)
26. Tuyến 139 (Bến Xe Miền Tây – Khu Tái Định Cư Phú Mỹ)
27. Tuyến 140 (Bến Xe Buýt Sài Gòn – Phạm Thế Hiển – Khu dân cư Phú Lợi)
28. Tuyến 148 (Bến Xe Miền Tây – Gò Vấp)
29. Tuyến D4 (Khu đô thị Vinhomes Grand Park – Bến xe buýt Sài Gòn)

## Hạn chế
Được triển khai trong hơn một năm nhưng lượng khách sử dụng khá hạn chế. Phần lớn do người dân còn chưa quen thanh toán điện tử, chỉ quen sử dụng tiền mặt. Mặt khác, là một sản phẩm công nghệ nên người lớn tuổi còn khó tiếp cận. Bên cạnh đó, do chưa có nhiều tuyến được kết nối cũng như giao thông công cộng chưa đồng bộ cũng gây nên nhiều bất tiện khi sử dụng dịch vụ mới này.

## Hình ảnh

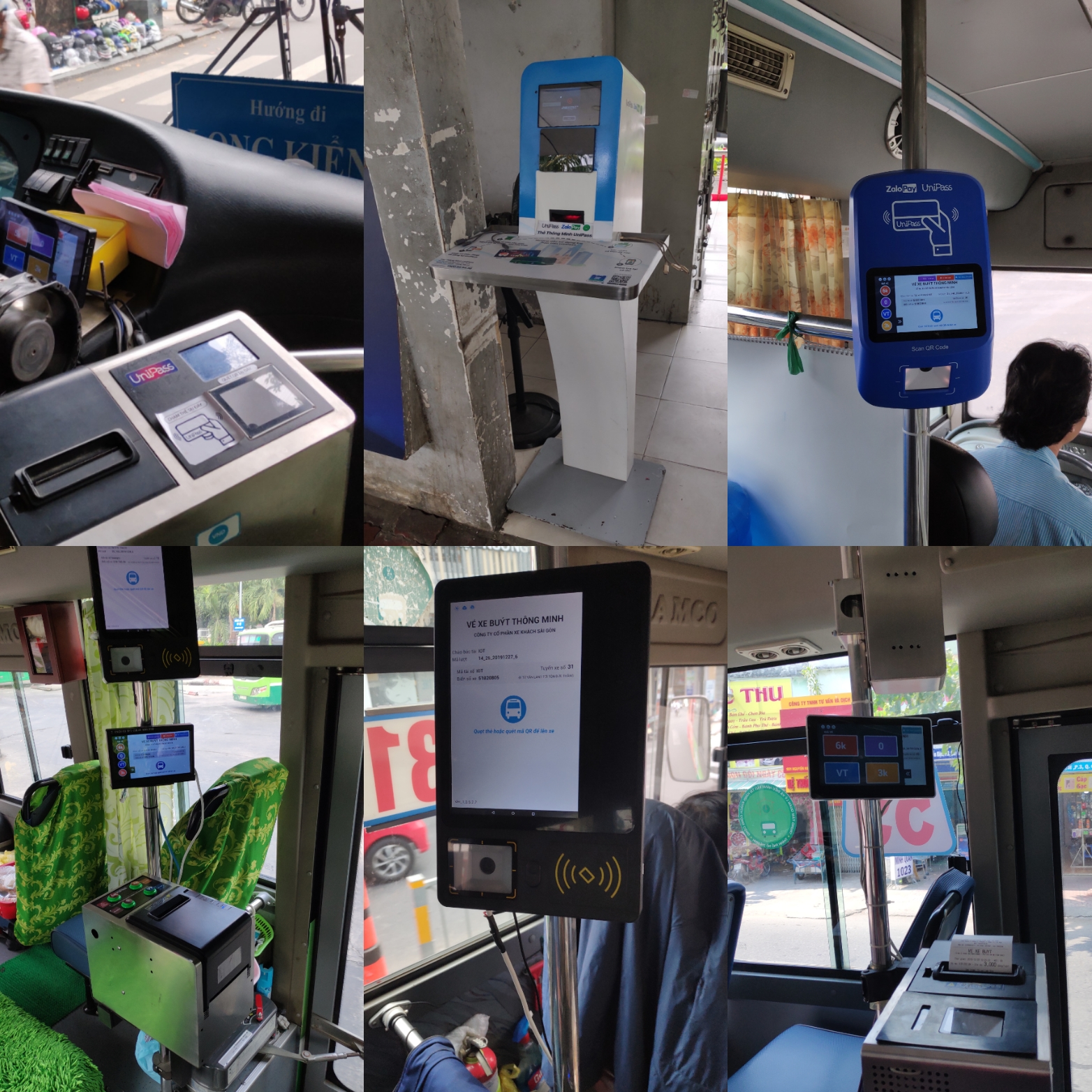
Một số thiết bị hỗ trợ nền tảng Unipass
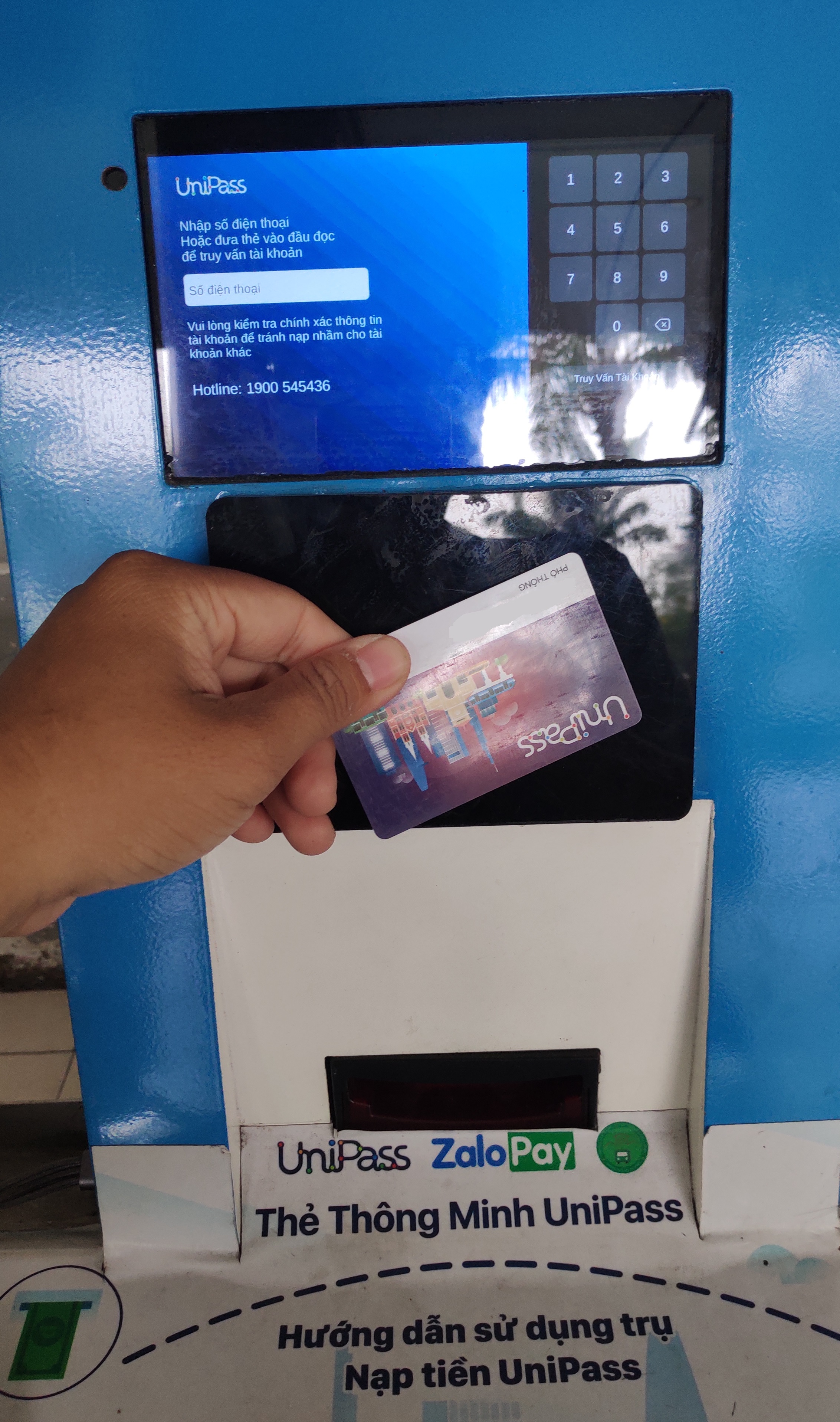
Chạm thẻ để giao dịch cho thẻ UniPass
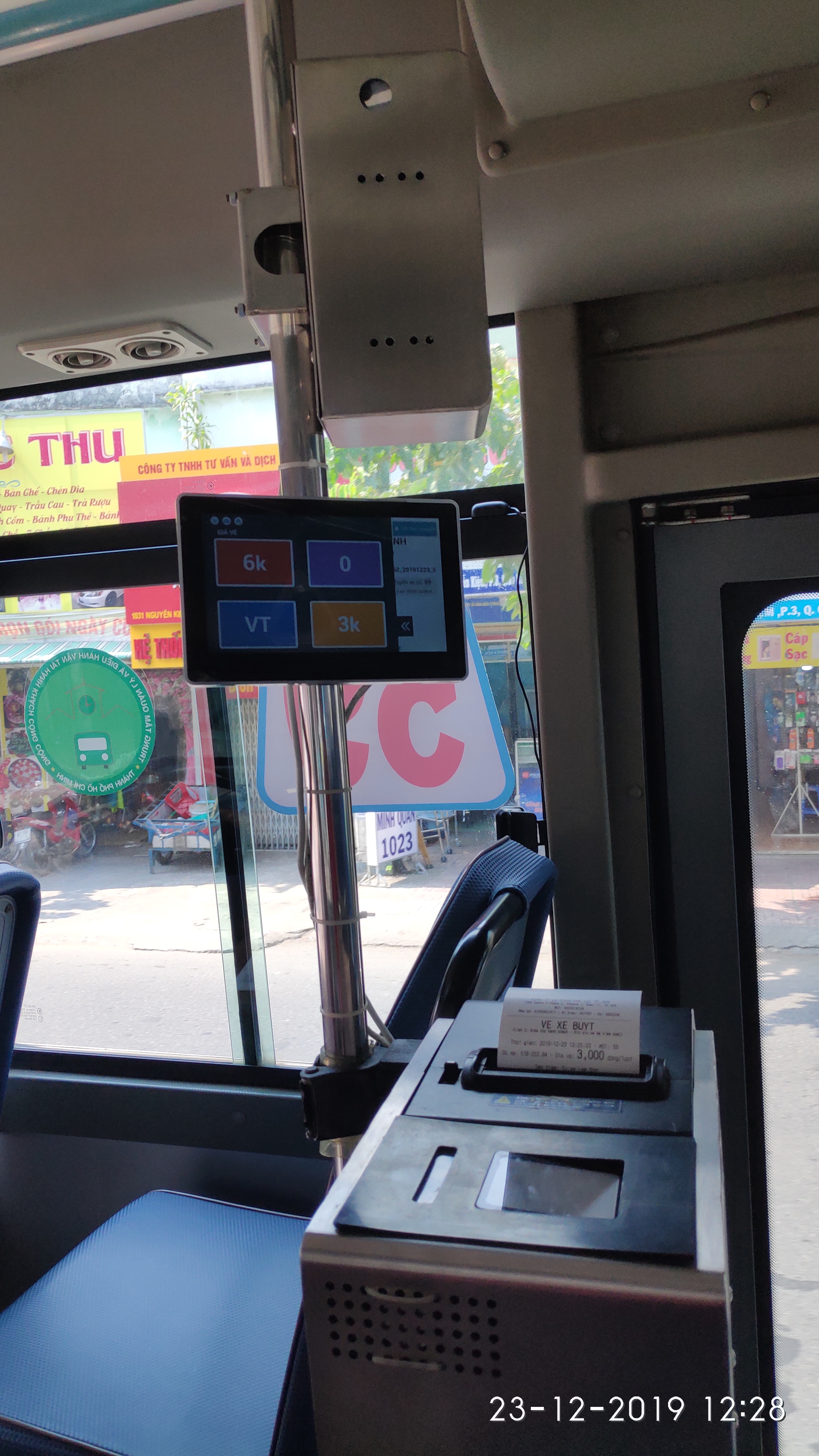
Máy chấp nhận thẻ và mã QR UniPass trên xe buýt tuyến 72
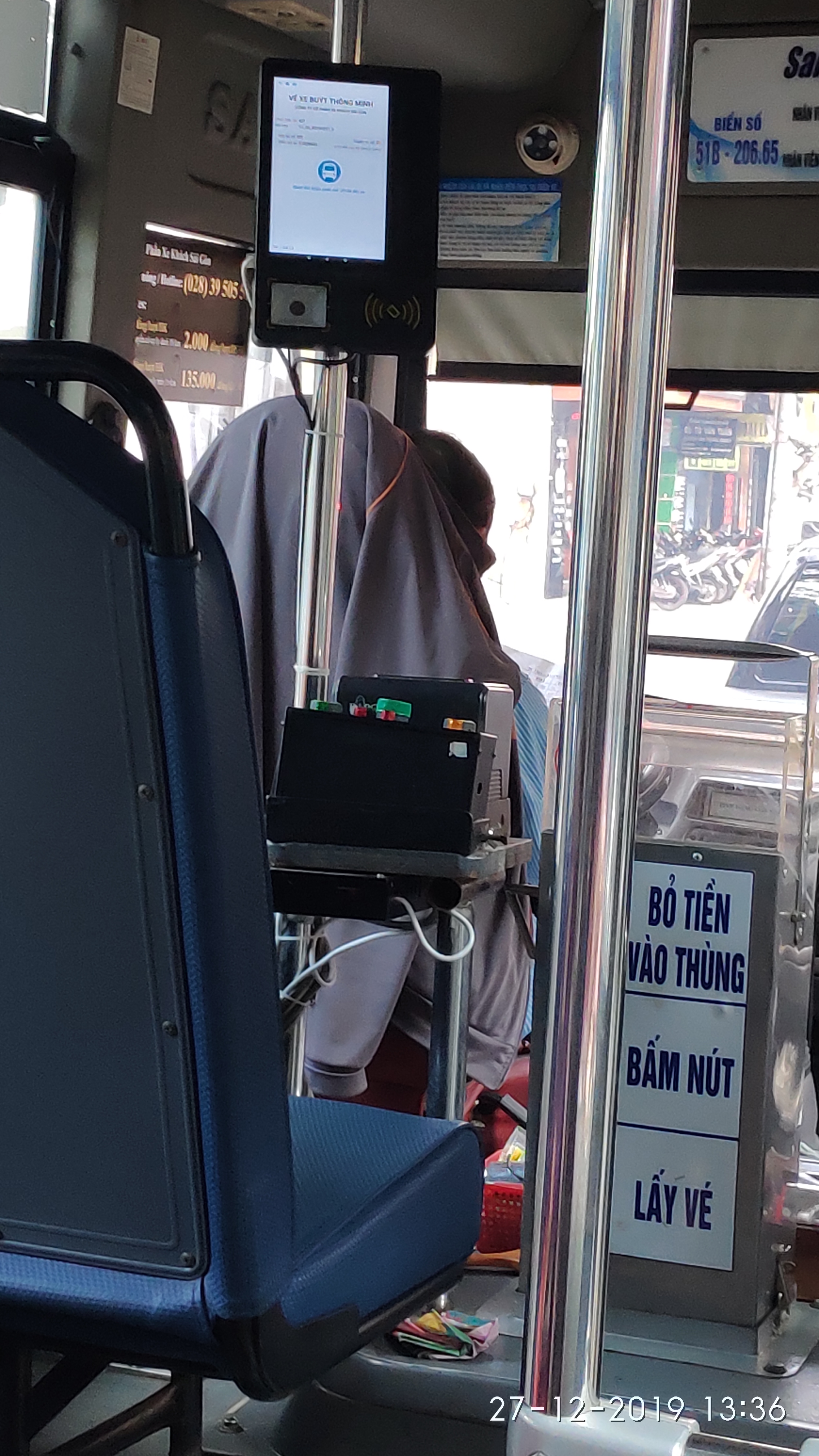
Máy chấp nhận thẻ và mã QR UniPass trên xe buýt tuyến 31